# Перед судом истории
«Перед судом истории» — советский полнометражный чёрно-белый документальный фильм, снимавшийся режиссёром Фридрихом Эрмлером с осени 1961 по лето 1962 года и смонтированный на киностудии «Ленфильм» в  1962—1964 годах.
Премьера фильма в СССР состоялась 29 ноября 1965 года.

## Сюжет
Сюжет фильма построен на диалоге «советского историка» (роль которого сыграл Сергей Свистунов) с Василием Витальевичем Шульгиным, одним из организаторов Белой армии, лидером дореволюционной Государственной Думы, известным борцом с большевизмом. Василий Шульгин вспоминает события Первой Мировой войны, Февральской революции, отречения Николая II, Белого движения, русской эмиграции, Второй Мировой войны. Советский историк ему оппонирует, используя тексты из статей самого В. Шульгина и по сути, демонстрируя эволюцию взглядов Василия Витальевича.
Обладая навыками выдающегося думского оратора, В. Шульгин средствами актёрского мастерства передаёт эмоциональность думских выступлений, речевую манеру и внешний облик императора Николая II и других лиц, а также своё собственное восприятие исторических событий, свидетелем которых ему довелось быть.

## О фильме
Фильм с неоднозначным для тех лет содержанием был запущен в производство благодаря поддержке заместителя заведующего отделом культуры ЦК КПСС Георгия Куницына.
Главную цель фильма его режиссёр Ф. Эрмлер формулировал так: «Я хочу, чтобы он сказал всем: „Я проиграл“».
Однако безоговорочного достижения цели не получилось. Хотя в завершении фильма В. Шульгин и произносит в разговоре со старым революционером Фёдором Петровым: «То что вы, коммунисты, делаете сейчас для России — не только полезно, но и необходимо», Шульгин оказался слишком сильной, цельной и яркой личностью, преданной идеалам Белого движения.
Фильм показывался в московских и ленинградских кинотеатрах в конце 1965 года всего лишь три дня, после чего был снят с проката, хотя и не запрещён.
В 2010 г. появился документальный фильм Александра Столярова «Красное и белое», рассказывающий об Эрмлере и Шульгине, а также о съёмках фильма «Перед судом истории».

## В ролях
- Василий Витальевич Шульгин
- Фёдор Николаевич Петров
- Сергей Свистунов — в роли историка

## Съёмочная группа
- Сценарий — В. Владимиров при участии Михаила Блеймана
- Режиссёр — Фридрих Эрмлер
- Главные операторы — Моисей Магид, Лев Сокольский
- Главный художник — Александр Блэк
- Режиссёры — Леонид Квинихидзе, О. Квинихидзе
- Композитор — Сергей Слонимский